# Diocesi di Lishui
La diocesi di Lishui (in latino: Dioecesis Liscioeivensis) è una sede della Chiesa cattolica in Cina suffraganea dell'arcidiocesi di Hangzhou. Nel 1950 contava 4.286 battezzati su 3.309.300 abitanti. La sede è vacante.

## Territorio
La diocesi comprende parte della provincia cinese di Zhejiang.
Sede vescovile è la città di Lishui, dove si trova la cattedrale del Sacro Cuore.

## Storia
La prefettura apostolica di Chuzhou fu eretta il 2 luglio 1931 con il breve Ut ea praestemus di papa Pio XI, ricavandone il territorio dal vicariato apostolico di Ningbo (oggi diocesi). L'evangelizzazione del territorio fu affidata ai missionari canadesi della Società per le Missioni Estere di Scarboro.
Il 18 maggio 1937 assunse il nome di prefettura apostolica di Lishui in forza del decreto Cum non ita della Congregazione di Propaganda Fide.
Il 13 maggio 1948 la prefettura apostolica è stata elevata a diocesi con la bolla Apostolicam in Sinis di papa Pio XII.
Non si hanno più informazioni su questa circoscrizione ecclesiastica cattolica, che sembra essere stata accorpata alla diocesi di Wenzhou.

## Cronotassi dei vescovi
Si omettono i periodi di sede vacante non superiori ai 2 anni o non storicamente accertati.
- William Cecil MacGrath, S.F.M. † (4 marzo 1932 - 1941 dimesso)
- Kenneth Roderick Turner, S.F.M. † (13 maggio 1948 - 31 ottobre 1983 deceduto)
  - Sede vacante

## Statistiche
Le ultime statistiche ufficiali riportate dall'Annuario Pontificio si riferiscono al 1950; in quell'anno la diocesi, su una popolazione di 3.309.300 abitanti, contava 4.286 battezzati, corrispondenti allo 0,1% del totale.
| anno | popolazione | popolazione | popolazione | presbiteri | presbiteri | presbiteri | presbiteri                | diaconi | religiosi | religiosi | parrocchie |
| anno | battezzati  | totale      | %           | numero     | secolari   | regolari   | battezzati per presbitero | diaconi | uomini    | donne     | parrocchie |
| ---- | ----------- | ----------- | ----------- | ---------- | ---------- | ---------- | ------------------------- | ------- | --------- | --------- | ---------- |
| 1950 | 4.286       | 3.309.300   | 0,1         | 13         | 5          | 8          | 329                       |         |           | 9         | 8          |